# Abrostola
Abrostola är ett släkte av fjärilar som beskrevs av Ferdinand Ochsenheimer 1816. Abrostola ingår i familjen nattflyn, Noctuidae.

## Dottertaxa tillAbrostola, i alfabetisk ordning[1][2]
- Abrostola abrostolina (Butler, 1879)
- Abrostola agnorista Dufay, 1956
- Abrostola anophioides Moore, 1882
- Abrostola asclepiadis ([Denis & Schiffermüller], 1775), Tulkörtsfly
- Abrostola bettoni Dufay, 1958
- Abrostola brevipennis Dufay, 1858
  - Abrostola brevipennis nairobiensis Dufay, 1958
- Abrostola canariensis Hampson, 1913
- Abrostola clarissa (Staudinger, 1900)
- Abrostola confusa Dufay, 1958
  - Abrostola confusa ethiopica Dufay, 1958
- Abrostola congolensis Dufay, 1958
- Abrostola dejeani Dufay, 1957
- Abrostola fallax Dufay, 1975
- Abrostola hyrcanica Hacker, 2002
- Abrostola imitatrix Dufay, 1975
- Abrostola karscholti Ronkay & Thöny, 1997
- Abrostola kaszabi Dufay, 1971
- Abrostola korbi Dufay, 1958
- Abrostola maniganggo Behounek, Ronkay & Ronkay, 2010
- Abrostola marmorea Dufay, 1958
- Abrostola microvalis Ottolengui, 1919
- Abrostola obliqua Dufay, 1958
- Abrostola obscura Dufay, 1958
- Abrostola oculea Dufay, 1958
- Abrostola ovalis Guenée, 1852
- Abrostola parvula Barnes & McDunnough, 1916
- Abrostola peruviana Ronkay & Thöny, 1997
- Abrostola proxima Dufay, 1958
  - Abrostola proxima major Dufay, 1958
- Abrostola pulverea Dufay, 1958
- Abrostola rougeoti Dufay, 1977
- Abrostola sugii Dufay, 1960
- Abrostola suisharyonis Strand, 1920
  - Abrostola suisharyonis robertsi Dufay, 1971
  - Abrostola suisharyonis schintlmeisteri Behounek & Ronkay, 1999
- Abrostola triopis Hampson, 1902
- Abrostola tripartita (Hufnagel, 1766), Grönvitt nässelfly
- Abrostola triplasia (Linnaeus, 1758), Brungult nässelfly
- Abrostola ugartii Ronkay & Thöny, 1997
- Abrostola urentis Guenée, 1852
- Abrostola ussuriensis Dufay, 1958
- Abrostola violacea Dufay, 1958

## Bildgalleri

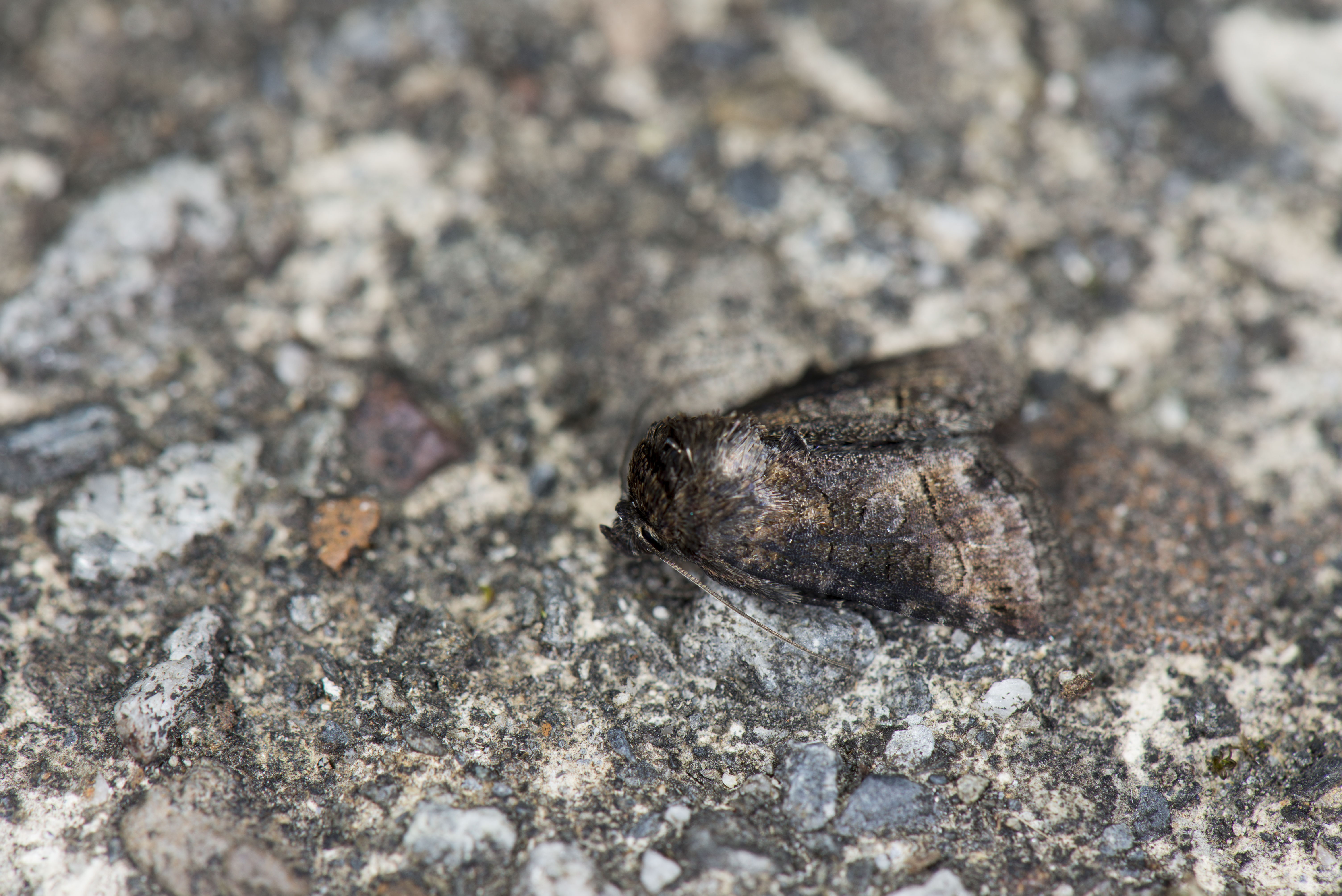
Abrostola abrostolina
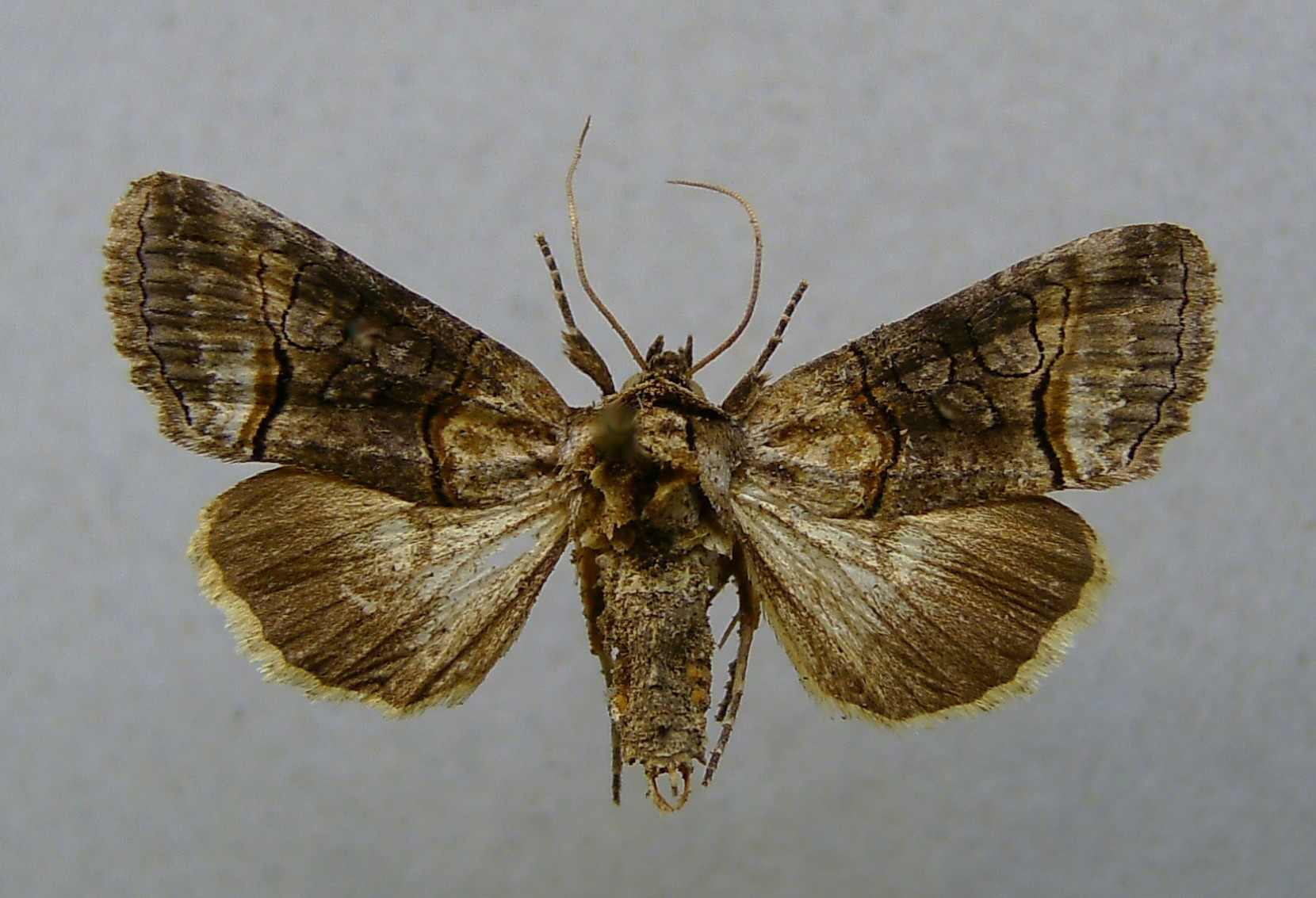
Tulkörtsfly, Abrostola asclepiadis
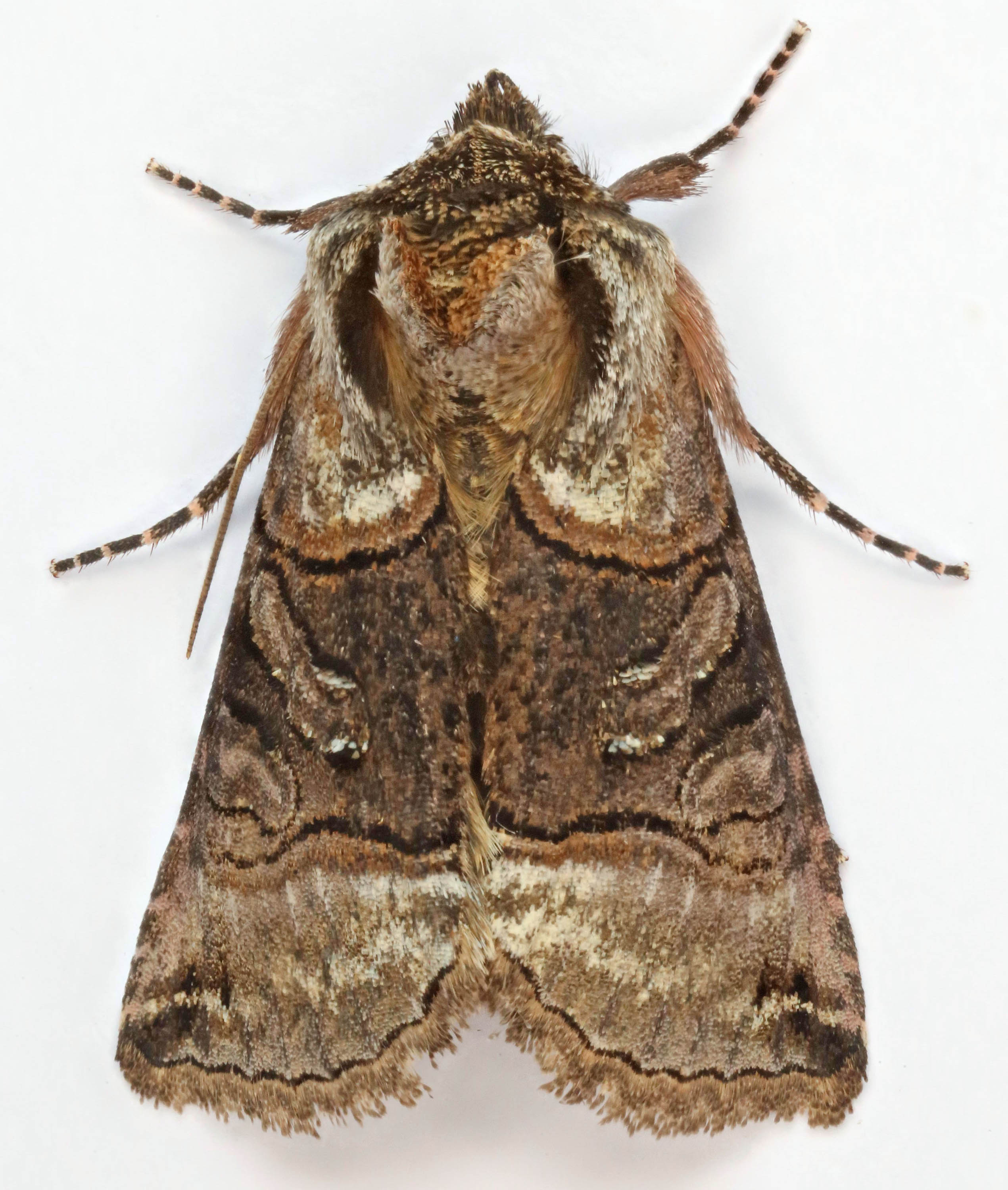
Grönvitt nässelfly, Abrostola tripartita
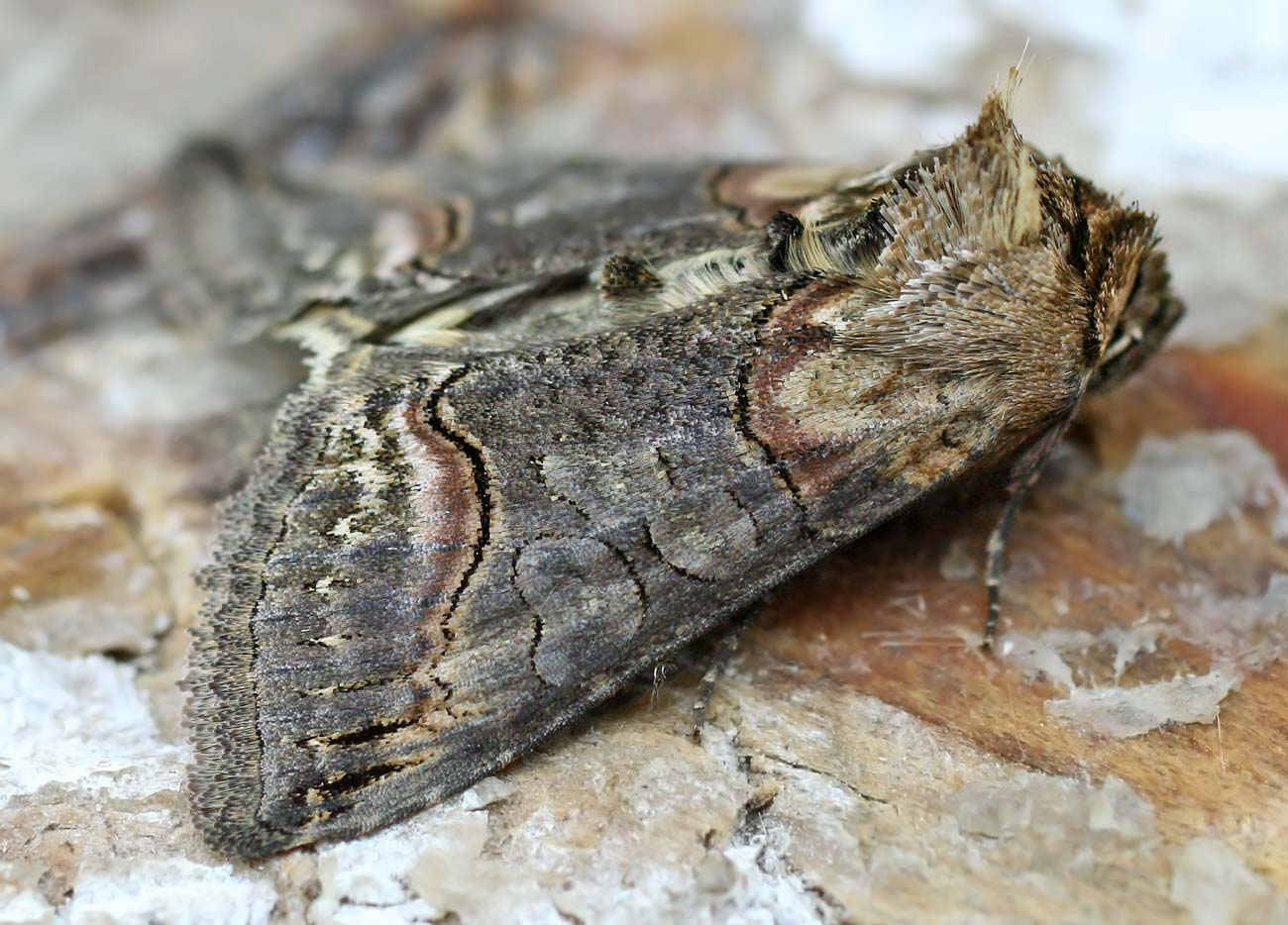
Brungult nässelfly, Abrostola triplasia
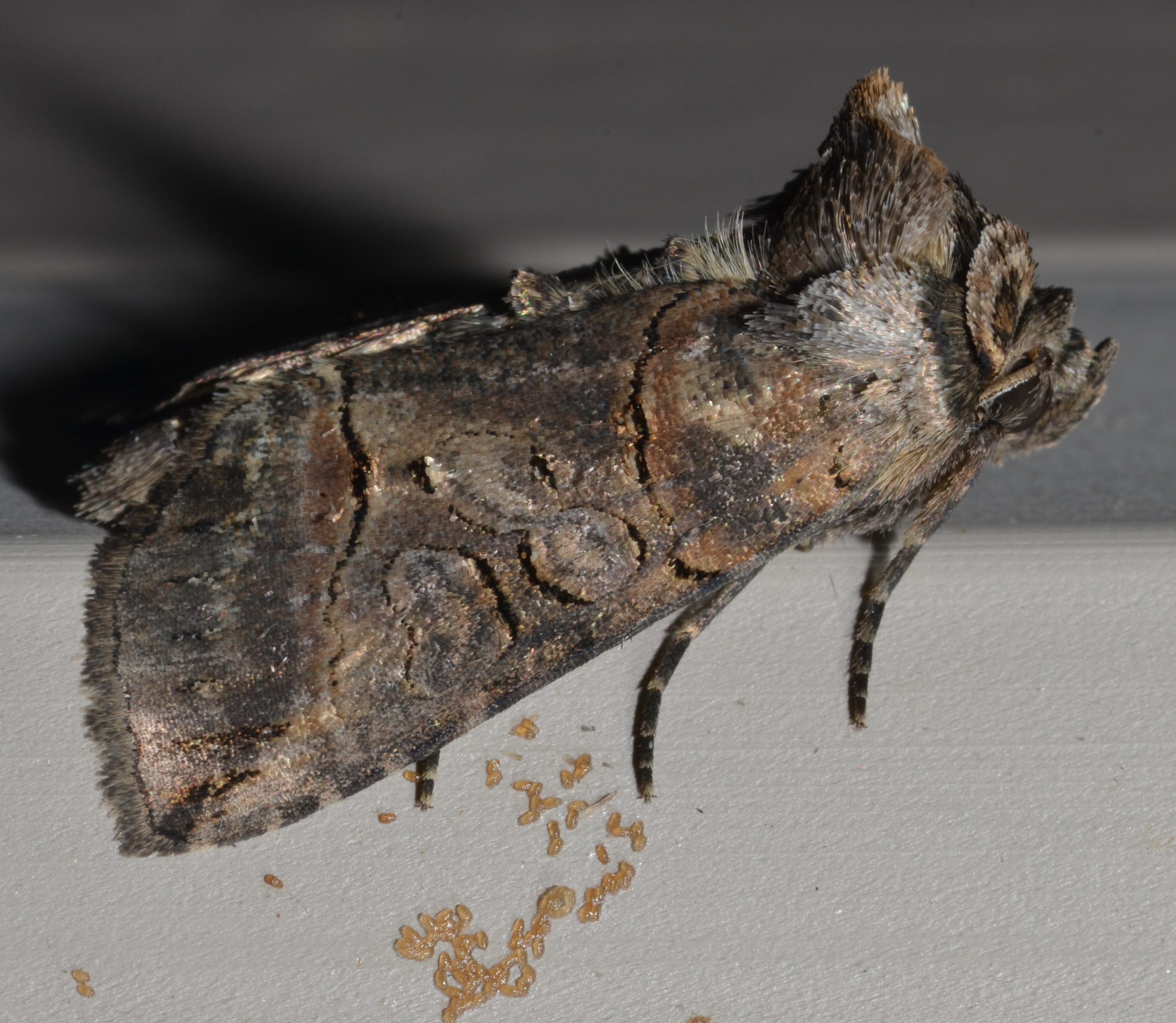
Abrostola urentis